# لي إس. روبرتس
لي إس. روبرتس (بالإنجليزية: Lee S. Roberts)‏ هو ملحن وعازف بيانو أمريكي، ولد في 1884، وتوفي في 1949.

## روابط خارجية
- لي إس. روبرتس على موقع IMDb (الإنجليزية)
- لي إس. روبرتس على موقع ميوزك برينز (الإنجليزية)